# Vrapčići
Vrapčići (en serbe cyrillique : Врапчићи) est une localité de Bosnie-Herzégovine. Elle est située sur le territoire de la ville de Mostar, dans le canton d'Herzégovine-Neretva et dans la fédération de Bosnie-et-Herzégovine. Le faubourg mostarien est part de la Zone métropolitaine du nord.
Selon les résultats du recensement bosnien de 2013, elle compte 3 266 habitants. La route M-17 traverse Vrapčići et la connecte avec les autres faubourgs du nord et le quartier du Zalik. La rivière Neretva forme la frontière avec Raštani à l'ouest, alors qu'elle borde Kuti, Livač et le village de Dobrč à l'est.
Le stade Rođeni du FK Velež Mostar est localisé dans cette partie de la ville. D'autres importants lieux sont la Mosquée blanche et le cimetière de Sutina. Vrapcici est aussi bien connue pour son marché du week-end, qui attire des acheteurs et vendeurs de toute la Bosnie, mais aussi des pays voisins.

## Géographie
Comme la majorité des autres faubourgs au nord de Mostar, Vrapčići est située dans la Bijelo Polje (fr. Champ blanc). Elle est une des trois cuvettes (la Bijelo Polje, la cuvette de Mostar et la Bišće polje au sud) que forment le territoire du Mostar et sa zone métropolitaine. La localité est dominée par terres plates et fertiles, grâce à sa proximité avec la Neretva.
La Neretva forme la frontière occidentale de Vrapčići. Dans cette partie de son cours, sa largeur est considérablement agrandie, et forme le Mostarsko jezero (fr. Lac de Mostar). Il s'agit d'un lac d'accumulation, résultat de la construction de la centrale hydroélectrique du Mostar pendant les années 1980.
La banlieue de Rastani est localisée sur la rive occidentale de la Neretva. De plus, les Vrapcici confinent aux Potoci au nord, le quartier du Zalik au sud, Kuti et Livač au nord-est, alors que le village de Dobrč se situe à l'est.

## Histoire
On trouve deux sites historiques au Vrapcici. La maison de la famille Džabić (Džabića kuća) au Suhi do et la maison de la famille Alajbegović (Alajbegovića kuca). Même si tous les deux sont des monuments nationaux, il n'y a pas de plan pour leur reconstruction,.

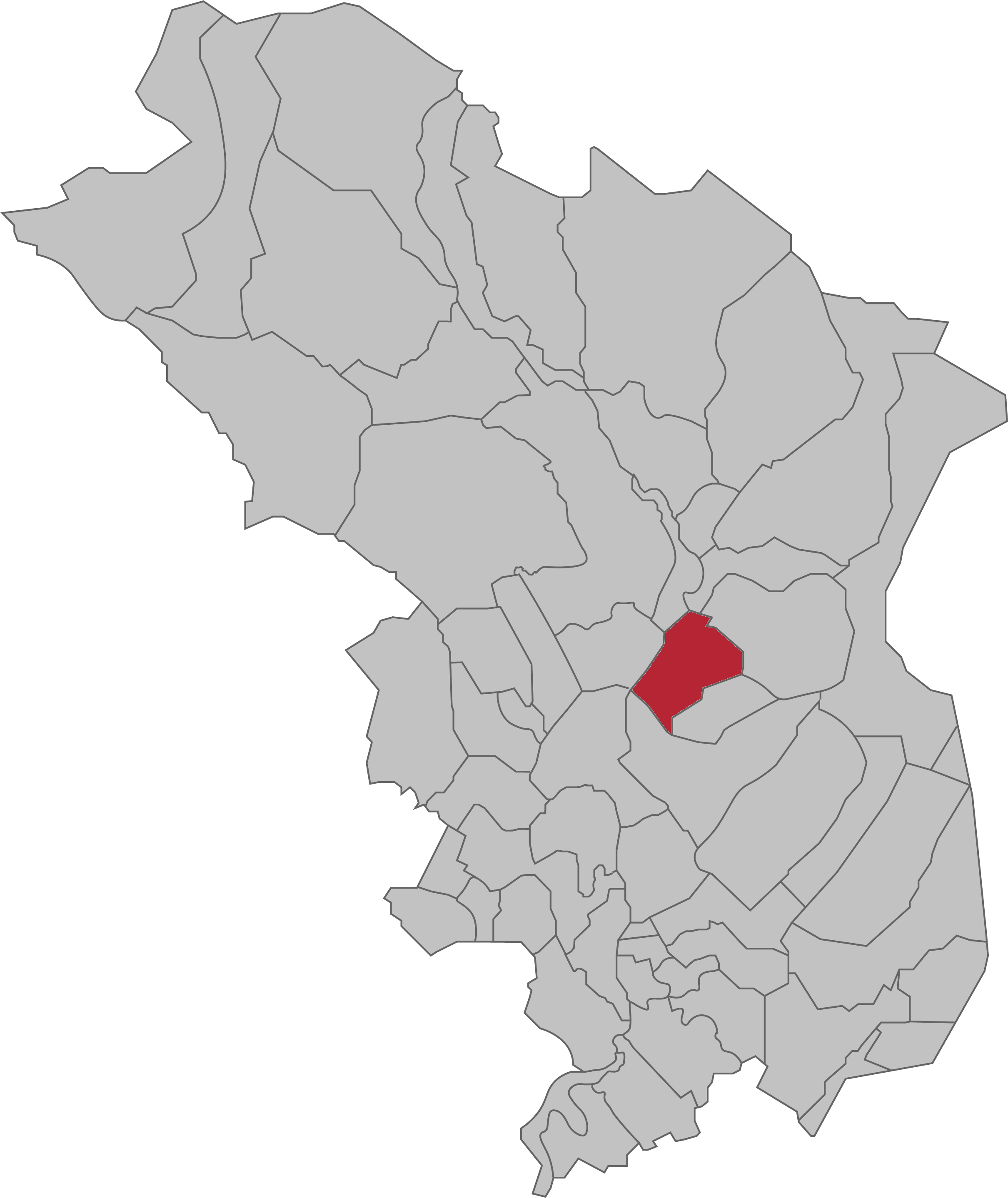
Vrapčići et la Ville de Mostar

L'histoire de Vrapčići durant la Yougoslavie socialiste est étroitement liée avec le combinat textile « Đuro Salaj ». Construit dans les années 1950s, il était devenu la plus grande filature textile dans les Balkans, avec plus de 6000 ouvriers. Le succès de l'entreprise conduisit à un développement fort du voisinage. De nouveaux maisons et quartiers résidentiels furent construits, avec l'infrastructure publique appropriés, qui résulta en une grande augmentation de la population. Même si l'usine n'a pas souffert de dommages graves, la production ne reprit après la guerre bosnienne.
Pendant la guerre bosnienne (1992-1995) Vrapcici fut tour à tour sous contrôle de chacun des trois acteurs majeurs du conflit.
Premièrement, le faubourg fut occupé par les forces yougoslaves (JNA) en avril 1992, avec l'aide de la population locale serbe. Un peu plus tard, le JNA livre ses positions à l'Armée de la république serbe de Bosnie (VRS), les forces des Serbes bosniens et leur leadership séparatiste. Avec le contrôle de Vrapcici et des autres faubourgs nord de Mostar, les séparatistes serbes fermèrent la route entre Sarajevo et Mostar, en bloquant les issues de la ville.

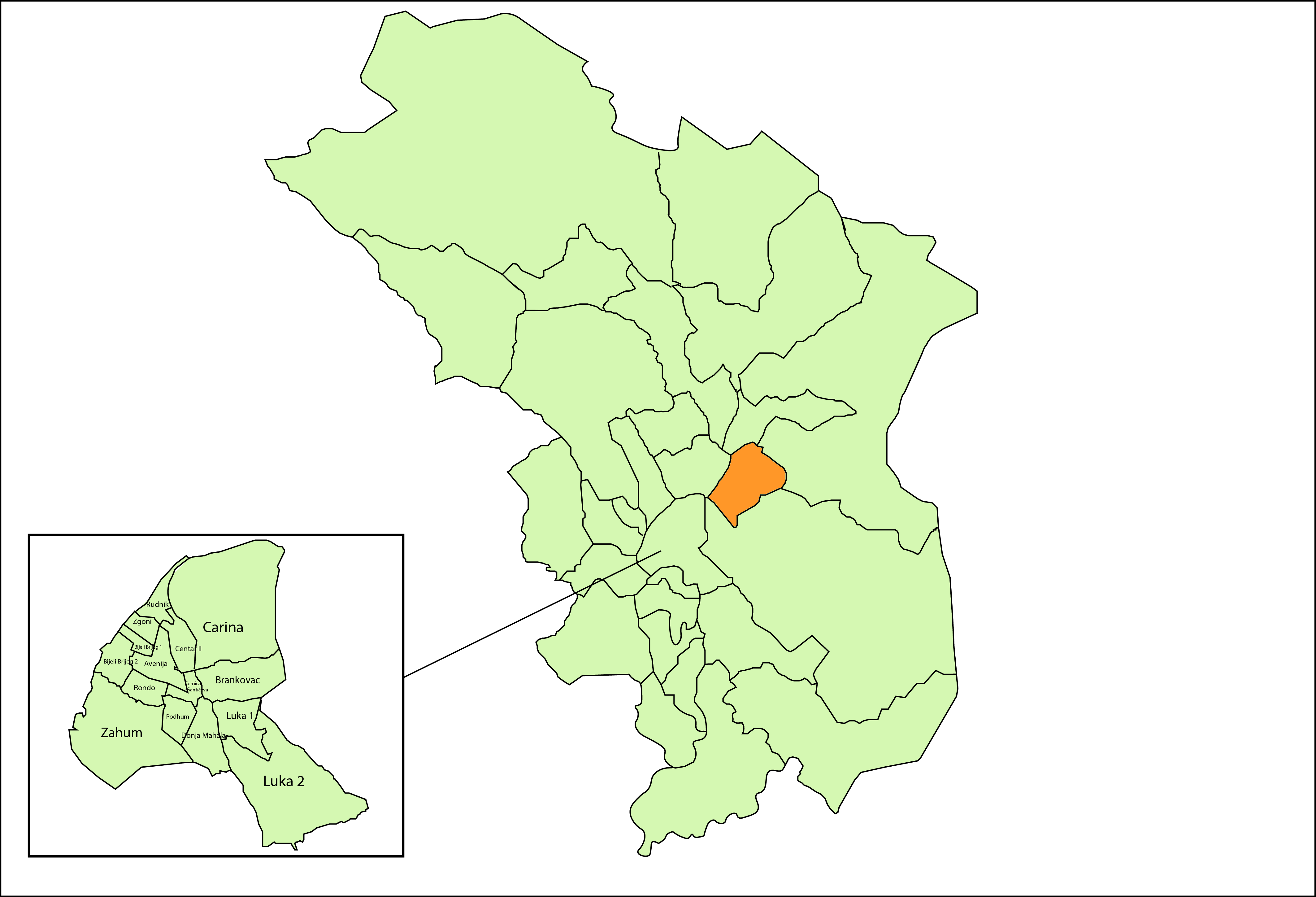
La communauté de Vrapčići

En juin 1992, pourtant, ils perdaient cette partie de la ville. Les forces conjointes croato-bosniennes réussirent à reprendre le contrôle de Mostar et la majorité de ses environs dans l'opération "L'aube de juin". Pendant leur retraite, le VRS et des forces serbes locales paramilitaires ont commis le massacre de Uborak et Sutina, dans lequel 114 civils non-serbes ont été tués comme un acte de revanche,.

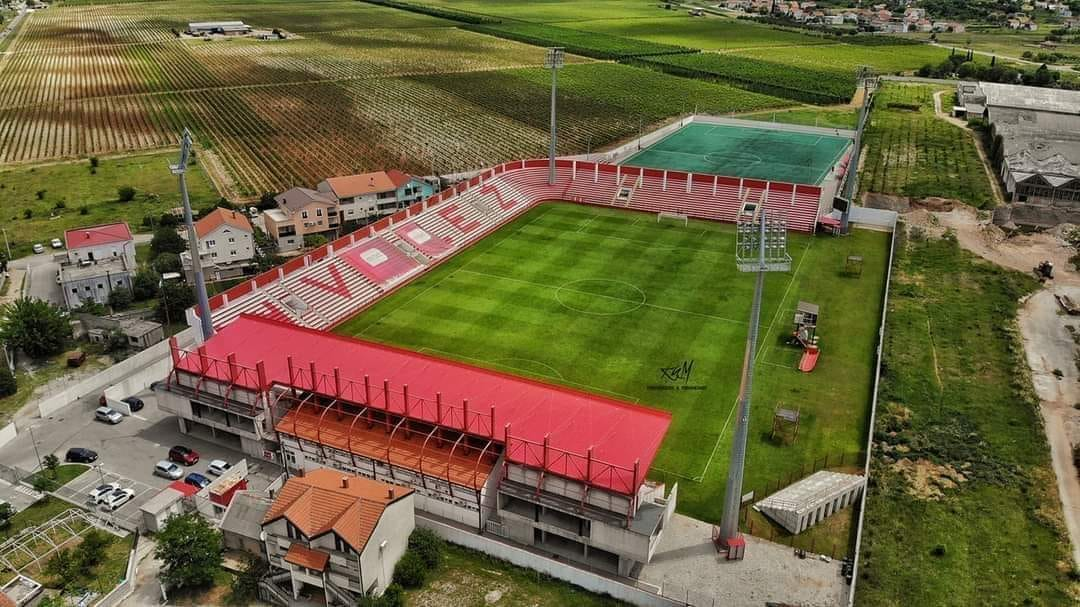
Le stade Rođeni du FK Velež Mostar

Pendant les mois suivants, le faubourg fut contrôlé par le Conseil de défense croate (HVO) et le 4. corps de l'Armée bosnienne (ARBiH). Après l'attaque des forces croates contre l'Armée bosnienne et le début de la guerre croato-bosnienne à Mostar, Vrapčići devint part de la république sécessionniste d'Herceg-Bosna. Au nouveau, le contrôle des environs au nord de Mostar fut un moyen pour bloquer la ville, cette fois sa partie orientale. Cependant, le 30 juin 1993, l'Armée bosnienne a lancé une opération pour débloquer Mostar, en libérant Vrapčići et tout le reste du Bijelo polje.

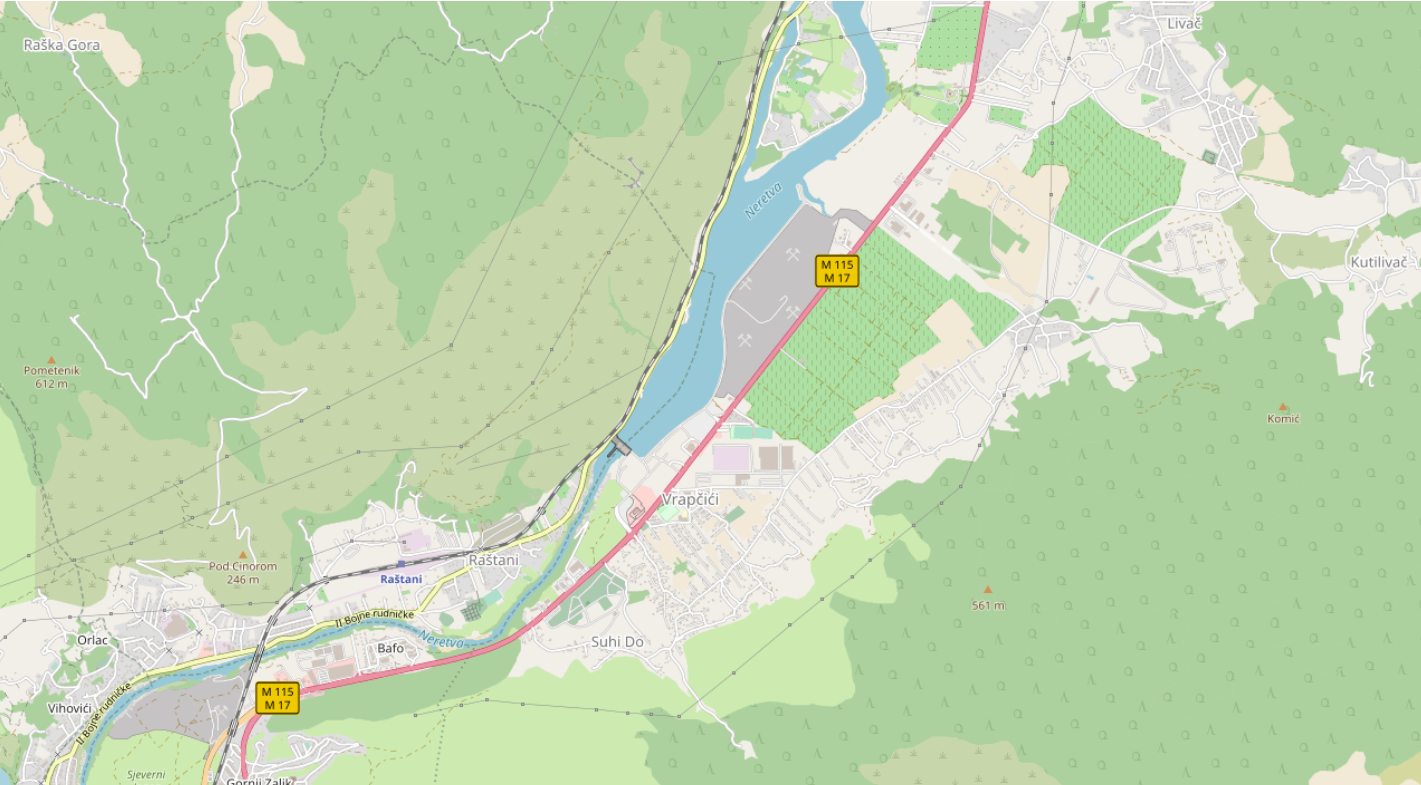
Carte de Vrapčići

Après que les autorités croates de la partie occidentale du Mostar eurent interdit au FK Velez de jouer dans son stade à Bijeli Brijeg (un quartier sous contrôle de l'HVO), les responsables du club ont décidé de se relocaliser au Vrapčići et d'utiliser l'ancien stade du FK Lokomotiva Mostar.
La guerre a aussi eu des répercussions sur la composition de la population locale. Beaucoup des Bosniaques déplacés de l'Herzégovine orientale et du Podveležje ont trouvé refuge dans cette partie de la région de Mostar.

## Démographie

### Évolution historique de la population
| 1948 | 1953 | 1961  | 1971  | 1981  | 1991  | 2013  |
| ---- | ---- | ----- | ----- | ----- | ----- | ----- |
| -    | -    | 1 340 | 1 710 | 2 501 | 3 464 | 3 499 |

|  |

## Économie
La zone industrielle « Gajevi » est située à Vrapcici. De nombreuses entreprises industrielles et commerciales y sont représentées, qui bénéficient de la proximité de la M-17, l'une des routes les plus importantes du pays.
Une grande partie de la population locale travaille en agriculture.
La décharge municipale de Mostar est aussi localisée à Vrapčići (au Uborak), mais son destin est incertain au milieu des manifestations de la population contre son travail et l'abolition de son permis environnemental en décembre 2022.

## Infrastructure

### Infrastructure de transport et transport en commun
Cette partie de Mostar est traversé par la route magistrale M-17, qui connecte la vallée de la Neretva avec Sarajevo.
Dans cette partie particulière de son tracé, la ligne Sarajevo-Ploče longe la côte occidentale de la Neretva, donc la gare la plus proche se trouve à Raštani.
La gare principale est localisée à environ 5 kilomètres de Vrapčići, desservie par des trains vers Sarajevo et Čapljina, mais il existe aussi des lignes de bus qui relient Mostar avec les autres grandes villes du pays et avec l'étranger.
Mostarbus, l'entreprise publique chargée de la gestion des transports publics à Mostar et son agglomération, exploite 5 lignes de bus (les lignes 16, 20, 21, 22 et 23) qui connectent Vrapčići avec le centre-ville et les banlieues au nord et sud.

### Établissements publics
À Vrapčići, il y a une école primaire, un bureau de poste et une clinique externe, gérée par le centre de santé « Mostar vieille ville » (bos. Dom zdravlja « Stari Grad » Mostar).
Deux cimetières sont situés dans cette partie du Mostar. Le cimetière municipal à Sutina et le cimetière orthodoxe de Kraljevine.